# Borovice černá
Borovice černá (Pinus nigra) je statný jehličnatý strom s původním areálem v jižní Evropě a Středomoří, v nižších polohách Alp, Malé Asii a severní Africe.

## Ekologie
Obzvláště se jí daří na slunných vápenatých stráních, ale podobně jako borovice lesní má nevyhraněné požadavky krom světlomilnosti; liší se od ní vyššími nároky na teplo. Roste ve výškách pod 2000 metrů, obvyklé rozpětí je 250–1600 m n. m. V České republice je nepůvodní, avšak ve třetihorách se běžně vyskytovala. V teplých nížinách místy vytlačuje původní borovici lesní.
Borovice černá má původ ve střední Evropě, ale dnes se s ní můžeme setkat po celé Evropě. Tak daleko ji rozšířil člověk, protože má mnoho dobrých vlastností. Daří se jí všude, dokonce i na obzvlášť chudých půdách. Dobře snáší sucho a prospívá jak v rovinách, tak v horských oblastech (ačkoli dává přednost vyšším polohám). Borovice černá je proto optimální k opětovnému osázení odlesněných oblastí. Často se vysazuje také proto, aby chránila jiné rostliny před větrem.

## Vzhled

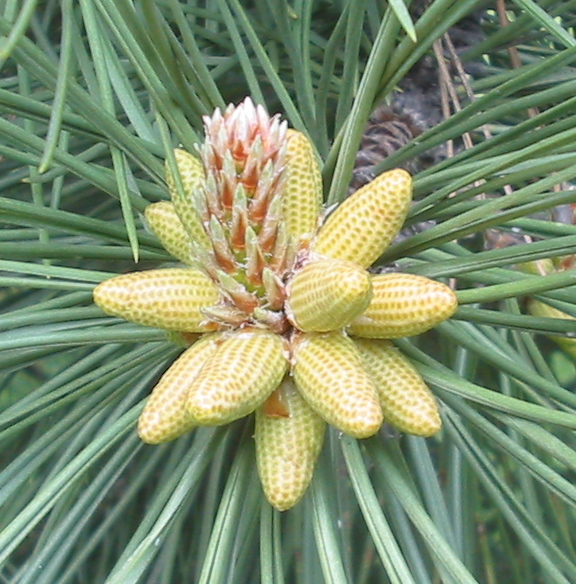
Samčí šištice

Statný strom dorůstající až 40 metrů. Kůra je šedočerná až žlutohnědá, kořenový systém je založen na mohutném hlavním kořeni jdoucím do hloubky.
Tmavě zelené 8–15 cm dlouhé špičaté jehlice vyrůstají z brachyblastů ve svazečcích po dvou. Ve střední Evropě kvete v květnu až červnu. Samčí šištice jsou válcovité a žlutavé, samičí šištice karmínově červené až nafialovělé, po třech letech dozrávají v přisedlé vejčité šišky zhruba 8 cm veliké. Semena jsou ukryta uvnitř šišek. Jakmile uzrají, otevírají ztvrdlé dřevnaté šupiny a semena vypadají na zem.

## Výskyt a taxonomické členění
Podle nejnovějších studií je tento druh systematicky členěn do pěti poddruhů podle přirozeného rozšíření:
- Pinus nigra subsp. nigra zahrnuje JV a východní Alpy a Peloponés, na SZ až po JZ Karpaty
- Pinus nigra subsp. salzmannii – J Francie, Španělsko, S Maroko a S Alžír
- Pinus nigra subsp. calabrica – Korsika, Apeninský poloostrov a V Sicílie
- Pinus nigra subsp. fenzleyi – J Turecko: pohoří Taurus a Z Kypr
- Pinus nigra subsp. pallasiana – Krym, Z Kavkaz, Turecko kromě pohoří Taurus

## Využití
V České republice představuje důležitou náhradní dřevinu vysazovanou na suchých a teplých stanovištích na vápencích a dále na lokalitách ohrožených průmyslovým znečištěním, např. kvůli emisím a na rekultivačních plochách po těžbě surovin.
Dřevo je podobné dřevu borovice lesní. Kvůli sukovitosti není vhodné k výrobě nábytku, používá se jako palivo, stavební materiál nebo jako surovina k výrobě celulózy.
V poslední době bývá často vysazována jako okrasný strom v parcích a zahradách.